# Kravoder, Vrața
Kravoder (în bulgară Краводер) este un sat în comuna Krivodol, regiunea Vrața,  Bulgaria. 

## Demografie
Componența etnică a satului Kravoder
     Romi (20,32%)
     Bulgari (77,74%)
     Nicio identificare (1,93%)
     Altele (0,32%)
La recensământul din 2011, populația satului Kravoder era de 930 locuitori. Din punct de vedere etnic, majoritatea locuitorilor (77,74%) erau bulgari, cu o minoritate de romi (20,32%). Pentru 1,93% din locuitori nu este cunoscută apartenența etnică.